# Saltholm
Saltholm (em dinamarquês significa ilhéu do sal) é uma ilha da Dinamarca situada no estreito de Öresund, a leste de Copenhaga e a oeste de Malmö, na Suécia. A ilha tem 16 km² de área, fazendo dela a 21.ª maior da Dinamarca, e fica a leste da ilha dinamarquesa de Amager, no município de Tårnby. A ilha é muito plana, com altitude máxima de 2 m, e pode sofrer inundações por causa de ventos persistentes de leste, causadores de marés no Bar Báltico. Saltholm tem 7 km de comprimento por 3 km de largura máxima. Um conjunto de ilhéus e depósitos de rocha da última idade do gelo surgem no sul da ilha.
A vegetação de Saltholm é dominada por ervas, sendo a paisagem composta por prados costeiros, com poucas árvores, existindo estas sobretudo no norte e sudoeste. A ilha tem flora variada, sobretudo agripalma (Leonurus cardiaca), meimendro (Hyoscyamus niger), íris-azul (Iris spuria) e Cerastium.
A ilha é uma reserva natural ornitológica. Tem entre três a cinco residentes na única localidade, Holmegård. As pessoas trabalham numa quinta para manter níveis de grão necessários para as aves. A ilha foi sendo esporadicamente habitada ao longo da história.
Saltholm foi usada entre 1709 e 1711 como local para quarentena quando a capital Copenhaga sofreu uma epidemia de peste bubónica e de cólera. Em 1915 foram instaladas baterias de canhões para defesa da capital.
Em 1941 foi planeado construir em Saltholm um aeroporto internacional para substituir o Aeroporto de Copenhaga. Porém, protestos acabaram por bloquear o plano, que foi abandonado oficialmente em 1979.
A sua vizinha ilha a sul é Peberholm, uma ilha artificial criada para salvar Saltholm de servir de suporte para a ponte do Øresund que liga a Suécia e a Dinamarca.